# ضريح حيدر يغما
ضريح حيدر يغما (بالفارسية: آرامگاه حیدر یغما) هو ضريح، ويقع في نيسابور. هذا المبنى هو قبر حيدر يغما.